# Kees Neer
Kees Neer es el pseudónimo de Frederik René Lansdorf (Paramaribo, 13 de abril de 1916 – Ámsterdam, 15 de febrero de 2003), un escritor y profesor de Surinam.
Lansdorf trabajó en numerosas localidades del interior de Surinam. Trabajó en contacto con el investigador lingüístico y cultural Fr Anthony Donicie. En 1957 Lansdorf viajó a los Países Bajos. Su única novela Viottoe (1949) trata sobre los saramakas y describe la vida de los maroons (cimarrones) desde la óptica del catolicismo.